# Imortal (canção)
"Imortal" é uma canção da dupla Sandy & Junior, lançada como single do álbum As Quatro Estações (1999). "Imortal" é uma versão em português de um single de Celine Dion composta pelos Bee Gees, "Immortality". O videoclipe da faixa mostra Sandy numa estação de trem, onde ela briga com seu namorado e eles terminam. Outras partes aparecem a dupla gravando a música, no final Sandy aparece em um teatro e ela volta para o namorado. O videoclipe foi gravado em 09 de setembro de 1999 em um estúdio de música, e em dois pontos turísticos da cidade de São Paulo, a Estação Júlio Prestes e o Theatro São Pedro. O clipe foi dirigido por Hugo Prata.

## Prêmios e indicações
| Ano  | Prêmio                 | Categoria            | Resultado | Ref.  |
| ---- | ---------------------- | -------------------- | --------- | ----- |
| 2000 | Meus Prêmios Nick      | Melhor Videoclipe    | Venceu    |       |
| 2000 | MTV Video Music Brasil | Escolha da Audiência | Indicado  | [ 3 ] |
| 2000 | MTV Video Music Brasil | Videoclipe de Pop    | Indicado  | [ 3 ] |
| 2000 | Prêmio Multishow       | Melhor Clipe         | Indicado  | [ 4 ] |
| 2000 | Prêmio Multishow       | Melhor Música        | Indicado  | [ 4 ] |
| 2000 | Troféu Imprensa        | Melhor Música        | Indicado  |       |